# Marija Komnena, kći Manuela I. Komnena
Marija Komnena (grčki Μαρία Κομνηνή, Maria Komnēnē) bila je bizantska princeza Porphyrogennete. Rođena je u Konstantinopolu kao najstarija kći cara Manuela I. Komnena i njegove prve supruge, Berte od Sulzbacha, koja je bila kći njemačkoga grofa.
Godine 1163., Marija je zaručena za ugarskog kraljevića Belu (budući Bela III.), ali zaruke su poništene 1169. te je Marija zatim zaručena za kralja Vilima II. od Sicilije, no i te su zaruke poništene. Manuel je na kraju udao Mariju za Ranierija od Monferrata, koji je nazvan Ivan.
Nakon smrti Manuela I., Marija i njen suprug pokušali su svrgnuti Marijinu maćehu, caricu Mariju Antiohijsku, koja je vladala kao regentica. Nisu uspjeli te je Marija umrla u srpnju 1182.